# Tahar Djaout
Tahar Djaout (ur. 11 stycznia 1954, zm. 2 czerwca 1993 w Algierze) – algierski dziennikarz pochodzenia kabylskiego, pisarz i poeta, tworzący w języku francuskim. 
Djout urodził się w miejscowości Azeffoun. Pracował w piśmie El Moudjahid, w którym redagował dział kulturalny. Jest autorem szeregu tomików poetyckich oraz czterech powieści, z których jedna, Les Vigiles, otrzymała w 1991 r. francuską nagrodę Méditerranée. 
Został zamordowany 26 maja 1993 r. przez algierskich islamistów ze względu na otwarte popieranie idei świeckości państwa algierskiego oraz wypowiadanie się przeciwko temu, co nazywał fanatyzmem religijnym.

## Wybrane publikacje
- Tahar Djaout: Ostatnie lato rozumu. Claroscuro, 2020, s. 144. ISBN 978-83-62498-34-5.